# طاهر رياض
طاهر رياض (من مواليد عام 1956) هو شاعر فلسطيني أردني حصل على جائزة الدولة التقديرية في الأردن. صدر له عددٌ من الكتب والدواوين الشعريّة لعلَّ أبرزها ديوان «ينطقُ عن الهوى» وكذا ديوان «سراب الماورد».

## الحياة المُبكّرة والتعليم
عاش طاهر رياض بعضًا من سنوات شبابه في العاصمة السوريّة دمشق وفيها بدأ القراءة الجادة كما يقول، وفيها شرعَ بالكتابة أيضًا، فنشر أولى نصوصه في إحدى مجلاتها، كما أسَّسَ في دمشق علاقاتهِ مع الوسط الثقافي. عاشَ طاهر تحديدًا في حيّ الشيخ محيي الدين وفي الميدان، كما قضى بعض الوقت في باب توما وباب شرقي، وباقي الأحياء القريبة.

## المسيرة المهنيّة
بدأ طاهر رياض بالكتابة قي مجال القصّة القصيرة متأثرا بعددٍ من كتاب القصّة القصيرة البارزين. حينما وصل الخامسة عشرة أو السادسة عشرة من عمره، بدأ طاهر في الانتقال للشعر رغبةً منهُ في الاختزال والإيجاز والإشارة والتلويح والتي هي من سمات الشعر كما يقول. انتقل في وقتٍ ما للكتابة المسرحيّة والمسرح بشكلٍ عام لأنه أقرب الفنون الكتابيّة إلى الشعر كما يرى. كتبَ طاهر عددًا من المسرحيات في الثمانينات من القرن العشرين، وجدت واحدة منها فقط طريقها إلى التحقّق على المسرح، أما باقي المسرحيات فلم تُنشر.
قال الشاعر محمود درويش عن طاهر رياض: «نادرًا ما يتمُّ التطابق بين الشاعر وشعره، ونادرًا ما يكون الشعر هو الشاعر، لكن طاهر رياض هو شعره: صاف، وشفاف، وصادق، وأنيق. وإذا احتاجت قصيدته إلى تاريخ فهو تاريخ المعنى، والكلمة، والرؤية، والذهاب في محاكاة التجربة الروحية إلى ما يتاح لها من حدّ أقصى. ليس متصوّفا، كما قد يتراءى للبعض، ولكن غوصا في قراءة الأدب الصوفي أغراه بالانخطاف، فعثر في الصوفية على شعرية اتحاد الذات بالوجود، بنزوعها إلى الانشقاق عن الظاهر والتأمّل في مجهول الباطن.»

## آراء
يقولُ طاهر رياض أنّه في دمشق عرفَ معنى “الدولة المخابراتية”، وتعلمَ أن يهمس رأيهُ بمزيدٍ من الخوف والحذر وذلك بسببِ النظام الأسدي – كما يصفهُ – والذي دأب بحسبهِ على ترسيخ مفاهيم الخوف وطأطأة الرأس والتلطي خلف الحيطان. دعمَ طاهر رياض الشعب السوري عام 2011 مُطالبًا بحريته وكرامته، كما هاجمَ النظام الذي وصفهُ بالوحشي وحمّله كلّ المسؤولية عن الدم المسال وعن كل المدن السورية التي تهدّمت.
يُؤمن طاهر بأنّ الكتابة الإبداعية لا بدّ أن يكون لها سند ومرجعية مما سبقها من تراث ثقافي ولغوي، تنبع منه، لتنطلق بعد ذلك شاقة مجراها الخاص، مفسحة، في الوقت نفسه، للروافد المتنوعة أن تغذيها دون أن تلغيها؛ والتراث الثقافي العربي في غاية من الغنى والتنوع. يعتبرُ أنّ شعره يتقاطعُ فنيًا مع بعض نصوصه وهي تقاطعات بمقترحات جمالية تخصُّ تجربتهُ الشعورية والروحية والفنية، وليست إعادة صياغة لتلك النصوص أو تكرارًا لأساليبها كما يرى.
ينتقدُ طاهر رياض الداخلين على الشعر بحيثُ يرى أنَّ الرواية مثلًا أو القصة أو اللوحة أو القطعة الموسيقية لها مواصفات أساسية لا بدّ من معرفتها وإتقانها على عكس الشعر الذي يغيبُ فيه المعيار والأساس الفني ما يجعلُ من السهل على أيّ كان أن يجمع بعض الكلمات إلى بعضها، ويوزعها على الصفحة كما يؤكّد طاهر.
يُؤلّف طاهر رياض لحنًا موسيقيًا بالكلمات كما يفعل مع الشعر، وقد سبقَ للموسيقي الأردني نصر الزعبي والسوري بشار زرقان استخلاص النغم في قصيدته. يختارُ طاهر الإيقاع وينتقي المفردات الملائمة، مراعيًا أحرف المدّ، وأحرف الوقف كما يقول منتبهًا إلى مخارج الحروف في الكلمات ومدى انسجامها وتناسبها. صدرت المجموعة الشعرية التي حملت عنوان «سراب الماورد» بعد مرور قرابة الست سنوات على إصداره المجموعة التي سبقتها «ينطق عن الهوى». لا يُركّز طاهر على عدد ما يُصدره من كتب، بقدر ما يُركّز على ما يمكن أن تضيئه هذه الكتب من معان وجودية وجمالية في نفسه أولًا كما يقول وفي نفوس من يقرأها تاليًا.

## النمط الشعري
يُركّز طاهر رياض في كتاباته على التكثيف العالي في الجواب الذي تقدمه الذات الأخرى للشاعر بما يُلخّص تلك العلاقة بين الذات والحياة. تتميّز غالبية نصوص طاهر بالتكثيف والاقتصاد في اللغة مما يحرر النص الشعري من الاستطالات والاستطراد كما يهدف. اعترفَ طاهر ذات مرّة أنه يرغبُ في تحرير النص من هيمنة الصوت الواحد. تتميز البنية الدرامية لنصوص الشاعر بالتنامي والصعود الذي يترافقُ مع تنامي الحوار بين الذات التي تنقسم على ذاتها وبين موضوعها.

## قائمة أعماله
هذه قائمةٌ بأبرز أعمال الكاتب والشاعر الفلسطيني طاهر رياض:
- ينطق عن الهوى
- سراب الماورد
- كتاب الغيب
- حلّاج الوقت